# PGE Górnictwo i Energetyka Konwencjonalna
PGE Górnictwo i Energetyka Konwencjonalna Spółka Akcyjna (PGE GiEK) – koncern wchodzący w skład największej grupy energetycznej w kraju – PGE Polskiej Grupy Energetycznej S.A., który wydobywa węgiel brunatny oraz wytwarza energię elektryczną i ciepło.
PGE GiEK jest liderem w branży wydobywczej węgla brunatnego gdzie udział w rynku wydobywczym tego surowca w Polsce wynosi 87 proc., a także największym krajowym wytwórcą energii elektrycznej, zaspokajającym w niektórych miesiącach ponad 34 proc. krajowego zapotrzebowania. 
Zatrudnia prawie 15 tys. pracowników. Należą do niej kopalnie:
- Kopalnia Węgla Brunatnego Bełchatów
- Kopalnia Węgla Brunatnego Turów

oraz elektrownie:
- Elektrownia Bełchatów
- Elektrownia Opole
- Elektrownia Rybnik
- Elektrownia Turów
- Elektrownia Dolna Odra.